# Блисс, Майкл
Джон Уильям Майкл Блисс (англ. John William Michael Bliss; 18 января 1941, Кингсвилл или Лимингтон, Онтарио — 18 мая 2017, Торонто) — канадский учёный-историк и педагог, профессор Торонтского университета. Известен как автор книг об истории медицины и биографий известных канадцев (Джозеф Флавелл, Фредерик Бантинг, Уильям Ослер). Офицер ордена Канады, член Королевского общества Канады (с 1999 года) и Канадского медицинского зала славы (с 2016 года).

## Биография
Майкл Блисс родился в 1941 году в Юго-Западном Онтарио (по одним источникам, в Лимингтоне, по другим, в Кингсвилле) в семье доктора Квартуса Блисса, став вторым из троих его сыновей. В детстве он мечтал пойти по стопам отца и стать медиком, но затем понял, что эта профессия его не привлекает. В 15 лет Майкл познакомился со своей будущей женой Элизабет, на которой женился в 1963 году. Квартус Блисс умер в возрасте 53 лет от инфаркта, а старший брат Майкла, Джим, ставший учёным-медиком в Университете Макгилла, скончался в возрасте 39 лет. Мать Майкла, Энни, после того, как её младшие сыновья, начав самостоятельную жизнь, покинули дом, страдала от алкоголизма и тоже умерла рано, в возрасте 69 лет.
Окончив школу, Майкл Блисс поступил в Торонтский университет, где изучал математику, физику и химию, но эти науки его также разочаровали, и он решил стать священником Объединённой церкви. Блисс перевёлся на философский факультет, в качестве дополнительной специальности избрав историю, однако в процессе учёбы, проходя практику на Северо-Западных территориях как проповедник, обнаружил, что рядовые прихожане не интересуются философией и даже не веруют глубоко, посещая службы скорее по традиции. Постепенно он пришёл к выводу, что религия зиждется на обмане, и отказался от карьеры проповедника. Получив степень бакалавра, он прошёл восьминедельные учительские курсы и стал школьным преподавателем.
После трёх лет работы в школах Блисс вернулся в Торонтский университет, где начал учёбу на вторую степень со специализацией в истории. Его научным руководителем на этом этапе был ведущий канадский историк Дональд Крейтон, однако ряд позиций Крейтона (в частности, его англоцентризм и презрение к канадским либералам, оторвавшим страну от метрополии), оказался для Блисса чужд. Докторскую степень он делал под руководством Рэмзи Кука, избрав темой диссертации биографии первых канадских бизнесменов. После года, проведённого в Гарварде в роли помощника преподавателя, Блисс в 1968 году вернулся в Торонто уже на полную ставку лектора; эту работу он совмещал с завершением диссертации, впоследствии увидевшей свет как монография «Живая прибыль» (англ. A Living Profit: Studies in the Social History of Canadian Business, 1883-1911).
В качестве научного консультанта Блисс помогал Пьеру Бертону в работе над книгами «Национальная мечта» и «Последний костыль» о строительстве Канадской тихоокеанской железной дороги. В 1978 году Блисс стал штатным профессором Торонтского университета. В этом же году вышла его книга «Канадский миллионер», героем которой был бизнесмен Джозеф Флавелл, разбогатевший на торговле свининой и ставший известным филантропом. Книга была удостоена наград от муниципалитета Торонто, Университета Британской Колумбии и Канадской исторической ассоциации. Эта и другие работы Блисса, героями которых были бизнесмены, описанные в них со сдержанной симпатией, принесли ему реноме консерватора, хотя сам он неоднократно заявлял, что чужд любой идеологии, а позже, когда Консервативная партия Онтарио предложила ему стать её кандидатом в одном из традиционно консервативных избирательных округов, профессор ответил отказом. В то же время Блисс не скрывал, что является сторонником открытого рынка, став одним из немногих канадских интеллектуалов, выступивших в поддержку Канадско-американского соглашения о свободной торговле 1988 года. Он был также одним из лидеров общественной борьбы против инициатив правительства Малруни по предоставлению Квебеку большей автономии в рамках Мичского и Шарлоттаунского соглашений; в этих шагах он видел угрозу основам Канадской конфедерации и принципам Канадской хартии прав и свобод.
В 1982 году была издана книга, которую называют главной в наследии Блисса — «Открытие инсулина». В ней автор, получивший доступ к ранее не публиковавшимся документам, подробно исследовал историю открытия и роль в нём как Фредерика Бантинга и Чарлза Беста, так и физиолога Джона Маклеода и биохимика Джеймса Коллипа. Книга рассказывала также историю последующей борьбы за славу первооткрывателей и патентных войн. Книга, получившая ряд наград, была переведена на польский, французский и японский языки и легла в основу фильма «Славы хватит на всех» (англ. Glory Enough for All), прошедшего на канале PBS. Именно она принесла Блиссу международную известность, но вслед за ней им был написан ещё ряд важных монографий, посвящённых истории медицины, в том числе биография Бантинга, вышедшая в 1984 году.
Ещё одну написанную Блиссом медицинскую биографию — пионера канадской медицины Уильяма Ослера, изданную в 1999 году — газета Globe and Mail называет второй вершиной творческого наследия автора. Помимо этого, Блисс написал биографию Харви Кушинга, который сам был биографом Ослера, а также книгу «Мор» (англ. Plague) об эпидемии оспы 1885 года в Монреале — крупнейшей за историю Американского континента. В начале XXI века вышли в свет сборник лекций «Создание современной медицины» (англ. The Making of Modern Medicine) и книга мемуаров «Написание истории» (англ. Writing History). С 1985 года Майкл Блисс входил в консультативный совет издаваемого Компанией Гудзонова залива журнала The Beaver и помог восстановить популярность этого издания и спасти его от закрытия. Он сыграл также важную роль в учреждении Премии генерал-губернатора по истории, войдя в первое жюри по её присуждению.
Майкл Блисс вышел на пенсию в 2006 году, но продолжал публиковаться в прессе и выступать на телевидении и радио с зачастую непопулярными позициями. Он скончался в мае 2017 года в Торонто от васкулита, оставив после себя жену Элизабет и троих детей.

## Признание заслуг
В 1998 году Майкл Блисс стал кавалером ордена Канады, а в 2013 году повышен до офицера ордена Канады. С 1999 года он являлся членом Королевского общества Канады.
Торонтский университет присвоил Блиссу звание профессора-эмерита университета. Этого звания удостаивается менее 2 % штатных преподавателей университета за «нерядовые научные достижения и безусловное лидерство в своей области знаний». Блисс также был почётным членом Королевского колледжа врачей и хирургов Канады, а в 2016 году его имя было включено в списки Канадского медицинского зала славы, где он стал первым членом-историком.